# ブロック・モータム
ブロック・ウィリアム・モータム（Brock William Motum、1990年10月16日 - ）は、オーストラリアの男子プロバスケットボール選手。ポジションはパワーフォワード。

## 来歴
ブリスベン州立高校からアメリカNCAAのワシントン州立大学に進む。
卒業後はイタリア・セリエA1のグラナロロ・ボローニャを皮切りにヨーロッパの強豪クラブを中心にプロとしてプレー。
2021-22シーズンはASモナコでプレーし。3ポイントシュート成功率38.6％を記録した。
2022年オフ、レバンガ北海道に移籍。
2023年オフ、レバンガ北海道を退団し、7月18日に滋賀レイクスと契約した。
2025年オフ、滋賀レイクスを退団し、6月26日に富山グラウジーズと契約した。

### 代表歴
2014年ワールドカップ、2016年リオデジャネイロオリンピックのオーストラリア代表に選出されている。

## 経歴
- ブリスベン州立高校
- ワシントン州立大学
- グラナロロ・ボローニャ（イタリア・セリエA1：2013-2014）
- アデレード・サーティシクサーズ (オーストラリア・NBL：2014-2015）
- BCジャルギリス（リトアニア・LKL：2015-2017）
- アナドル・エフェスSK（トルコ/BSL：2017-2019）
- バレンシア・バスケット（スペイン・リーガACB：2019-2020）
- ガラタサライ・イスタンブル (トルコ・BSL：2020-2021）
- ナンテール92（フランス・プロA：2021）
- ASモナコ・バスケット（フランス・プロA：2021-2022）
- レバンガ北海道（2022-2023）
- 滋賀レイクス（2023-2025）
- 富山グラウジーズ（2025-）